# Venturia mongolica
Venturia mongolica är en stekelart som först beskrevs av Kokujev 1915.  Venturia mongolica ingår i släktet Venturia och familjen brokparasitsteklar. Inga underarter finns listade i Catalogue of Life.